# Lista de pontes de Portugal
Esta é uma Lista de pontes portuguesas.

## Distrito de Aveiro
- Ponte da Fontinha e moínho, Roge, Vale de Cambra.
- Ponte da Palhaça ou Pontes de Palhaça (Pontes 1, 2 e 3), Palhaça, Oliveira do Bairro.
- Ponte da Pica, Vila de Cucujães, Oliveira de Azeméis.
- Ponte da Varela, Bunheiro/Torreira, Murtosa.
- Ponte da Salgueirinha, Ul, Oliveira de Azeméis.
- Ponte de Cavalos, Cepelos, Vale de Cambra.
- Ponte de Coronados, São Pedro de Castelões, Vale de Cambra.
- Ponte de Entre-os-Rios (IC35), Entre-os-Rios (Penafiel) - Castelo de Paiva.
- Ponte do Castelo, Roge, Vale de Cambra.
- Ponte do Salgueiro, Santiago de Riba Ul, Oliveira de Azeméis.
- Ponte Hintze Ribeiro, Entre-os-Rios (Penafiel) - Castelo de Paiva.
- Ponte Medieval do Manica, Madaíl, Oliveira de Azeméis.
- Ponte Pedonal Circular (Aveiro), Aveiro.
- Ponte Velha do Marnel, também conhecida como Ponte do Cabeço do Vouga, em Lamas do Vouga, Águeda.
- Ponte Velha (Macieira de Cambra), Macieira de Cambra, Vale de Cambra.
- Ponte Velha de Vouga, entre Lamas do Vouga e Macinhata do Vouga, Águeda.

## Distrito de Beja
{{row indexer|
|                  |            | Nome | Distinçção | Comprimento    | Tipo        | Carries Crosses | Abertura | Localização                       | Distrito | Ref. |
| ---------------- | ---------- | ---- | ---------- | -------------- | ----------- | --------------- | -------- | --------------------------------- | -------- | ---- |
| [[File:\|150px]] | _row_count | a    | a l        | 247 m (810 pé) | y 16 arches | Footbridge r    | 1C       | a 37° 52′ 36,1″ N, 4° 46′ 40,7″ O | Aa       |      |

- Ponte da Ribeira de Cobres ou Ponte antiga sobre a Ribeira de Cobres, sobre a Ribeira de Cobres em Almodôvar, Almodôvar.
- Ponte de Mértola ou Torre do Rio, sobre o rio Guadiana em Mértola, Mértola.
- Ponte D. Maria, Santa Clara-a-Velha, Odemira.
- Ponte de Moura, sobre o rio Guadiana.
- Ponte Internacional do Baixo Guadiana, sobre o rio Chança.

Pontes romanas:
- Ponte de Vila Ruiva ou Ponte romana sobre a ribeira de Odivelas, Vila Ruiva, Cuba.
- Ponte romana sobre o rio Brenhas, Moura (São João Baptista), Moura.

## Distrito de Braga

### Rio Cávadoe seus Afluentes
- Ponte do Porto ou Ponte de Prozelo entre Amares e Braga.
- Ponte do Prado entre São Paio de Merelim e Prado.
- Ponte metálica de Fão entre Fão e Esposende.
- Ponte do Bico entre Palmeira (Braga), Lago (Amares) e Vila Verde
- Ponte de Barcelos entre Barcelinhos e Barcelos
- Ponte Romana, Caldelas, Amares.
- Ponte da Mizarela ou Ponte dos Frades, em Vila Nova, Ruivães, Vieira do Minho.

### Rio Tâmega
- Ponte do Arco de Baúlhe, Arco de Baúlhe, Cabeceiras de Basto.
- Ponte de Cavez, Cavês, Cabeceiras de Basto.
- Ponte sobre o rio Moimenta, Cavês, Cabeceiras de Basto.

### Rio Ave
- Ponte de Serves, Gondar, Guimarães.
- Ponte do Rio Ave ou Ponte das Taipas, Caldelas, Guimarães.
- Ponte de Mem Gutierres ou Ponte de Esperança, sobre o rio Ave, Esperança, Póvoa de Lanhoso.
- Ponte de Lagoncinha, Lousado, Vila Nova de Famalicão.

### Pontes romanas
- Ponte Velha de Vizela, São João de Caldas de Vizela, Vizela.

## Distrito de Bragança
- Ponte de Gimonde ou Ponte Velha, Gimonde, Bragança.
- Ponte de Frieira, Macedo do Mato, Bragança.
- Ponte sobre o rio Tua ou Ponte Velha, Mirandela, Mirandela.
- Ponte Almirante Sarmento Rodrigues, sobre o Rio Douro, em Barca d'Alva
- Ponte Rodo-Ferroviária do Pocinho, sobre o Rio Douro. Pelo tabuleiro superior passa a Linha do Sabor, pelo inferior tráfego rodoviário. Actualmente desactivada.

Pontes românicas:
- Ponte de Torre de Dona Chama, Torre de Dona Chama, Mirandela. Atravessa o Rio Tuela;
- Ponte da Ranca, Vinhais. Atravessa o Rio Tuela;
- Ponte das Vinhas, Moimenta. Atravessa o Rio Tuela.

## Distrito de Castelo Branco
| Imagem | Nome            | Rio       | Cidade    | Localização           |
| ------ | --------------- | --------- | --------- | --------------------- |
|        | Ponte de Segura | rio Erges | Alcántara | Segura, Idanha-a-Nova |

- Ponte do Paul, Paul, Covilhã.
- Ponte de Portas de Ródão, sobre o rio Tejo em Vila Velha de Ródão, Vila Velha de Ródão.
- Velha ponte a Este da Catedral, sobre o Ponsul, Idanha-a-Velha, Idanha-a-Nova.
- Ponte da Ribeira de Meimoa ou Ponte da Meimoa, Meimoa, Penamacor.

Pontes romanas:
- Ponte da Carvalha ou Ponte Velha, Ponte da Várzea ou Ponte romana, sobre a ribeira da Sertã.
- Ponte romana de Peroviseu, Valverde, Fundão.

## Distrito de Coimbra
- Ponte de Santa Clara em Coimbra.
- Ponte Rainha Santa Isabel ou Ponte Europa.
- Ponte do Açude em Coimbra.
- Pontes da Portela em Coimbra.
- Ponte Ferroviária do Choupal, também chamada Ponte do Mondego Velho, em Coimbra
- Ponte Pedro e Inês.
- Ponte Edgar Cardoso, também chamada de Ponte da Figueira da Foz
- Ponte dos Arcos
- Ponte sobre o Rio Ceira, Góis.
- Pontes Comportas de Regadio do Poço de Cal, Montemor-o-Velho.
- Ponte de Coja.
- Ponte medieval de Alvoco das Várzeas, sobre a ribeira de Vide, Alvoco das Várzeas, Oliveira do Hospital.
- Ponte de Sumes, Midões, Tábua.
- Ponte José Luciano de Castro ou Ponte de Penacova, Ponte, Penacova.
- Ponte Salazar (antiga) sobre o rio Mondego em Penacova, em confluência com o Distrito de Viseu.

Pontes romanas:
- Ponte romana de Bobadela ou Ponte de Bobadela, Bobadela, Oliveira do Hospital.

## Distrito de Évora
- Ponte antiga do Xarrama (ruínas), Horta das Figueiras, Évora.
- Ponte do Lagar da Boa Fé, sobre a Ribeira de São Brissos, Nossa Senhora da Boa Fé, Évora.

## Distrito de Faro
| Imagem | Nome                           | Localização | Data | Notas |
| ------ | ------------------------------ | ----------- | ---- | ----- |
|        | Ponte antiga sobre o Rio Gilão | Tavira      | ?    |       |

- Ponte antiga sobre o Rio Gilão, Santa Maria (Tavira), Tavira.
- Ponte Internacional do Guadiana, Castro Marim.
- Ponte de Silves, Silves, Silves.

Pontes romanas:
- Ponte romana de Tôr ou Ponte romana de Tor, Tôr, Loulé.
- Ponte dos Álamos, São Clemente, Loulé.
- Ponte do Barão, Quarteira/Boliqueime, Loulé.
- Ponte romana de Quelfes ou Ponte velha de Quelfes, Quelfes, Olhão.
- Ponte medieval de Paderne, Paderne, Albufeira

## Distrito da Guarda
- Ponte do Candal, Ponte Portucamense ou Ponte Portucalense sobre o rio Coja ou ribeira de Coja, Coruche, Aguiar da Beira.
- Ponte sobre o rio Aguiar, Castelo Rodrigo, Figueira de Castelo Rodrigo.
- Ponte antiga da Aldeia da Ponte, Aldeia da Ponte, Sabugal.
- Ponte de Sequeiros, Vale Longo, Sabugal.
- Ponte sobre a ribeira de Teja, Numão, Vila Nova de Foz Côa.
- Ponte Ferroviária de Barca de Alva

Pontes romanas:
- Ponte romana de Longroiva, Longroiva, Mêda.
- Ponte medieval sobre o Rio Cesarão ou Ponte romana em Vilar Maior, Vilar Maior, Sabugal.

## Distrito de Lisboa
- Ponte 25 de Abril (antigamente Ponte Salazar), sobre o rio Tejo em Alcântara, Lisboa.
- Ponte Vasco da Gama, sobre o rio Tejo em Sacavém, Loures.
- Ponte antiga de Cheleiros, Cheleiros, Mafra.
- Ponte sobre o rio Trancão, Sacavém, Loures.
- Ponte Marechal Carmona, sobre o rio Tejo em Vila Franca de Xira, Vila Franca de Xira.
- Ponte da Lezíria, sobre o rio Tejo no Carregado, Alenquer.

Pontes romanas:
- Ponte romana na Catribana (Calçadae azenhas na Catribana), São João das Lampas, Sintra.

## Distrito de Leiria
| Ponte        | Imagem | Comprimento (metros) | comprimento (pés) | Sobre             | Região | Construção | Notas    |
| ------------ | ------ | -------------------- | ----------------- | ----------------- | ------ | ---------- | -------- |
| Ponte da Cal |        | 1???                 | 3 300             | sobre o Rio Nabão | Ansião | 1???       | Medieval |
|              | 175px  | 244                  | 3 300             |                   |        | 5          |          |

## Distrito de Portalegre
- Ponte de Belver, sobre o rio Tejo em Belver, Gavião
- Ponte de Ervedal, sobre a ribeira de Avis em Ervedal, Avis
- Ponte de Portas de Ródão, sobre o rio Tejo em Santana e São Simão, Nisa

## Distrito do Porto
- Ponte da Arrábida Porto - Vila Nova de Gaia
- Ponte Luís I, Sé (Porto), Porto - Vila Nova de Gaia
- Ponte de D. Maria Pia, Bonfim, Porto - Vila Nova de Gaia
- Ponte de Entre-os-Rios (IC35), Entre-os-Rios (Penafiel) - Castelo de Paiva.
- Ponte de São João, Bonfim, Porto - Vila Nova de Gaia
- Ponte de São Miguel de Arcos, Arcos, Vila do Conde
- Ponte do Infante, Bonfim, Porto - Vila Nova de Gaia
- Ponte do Freixo Porto - Vila Nova de Gaia
- Ponte Duarte Pacheco, Entre-os-Rios (Penafiel) - Torrão (Marco de Canaveses).
- Ponte D. Zameiro ou Ponte d'Ave, Macieira da Maia, Vila do Conde
- Ponte Hintze Ribeiro, Entre-os-Rios (Penafiel) - Castelo de Paiva
- Ponte móvel de Leça, Matosinhos

Pontes românicas:
- Ponte românica do Arco, Folhada, Marco de Canaveses
- Ponte românica de Guifões, Guifões, Matosinhos
- Ponte românica do Carro, Santa Cruz do Bispo, Matosinhos
- Ponte românica de D. Goimil, Custóias, Matosinhos

## Distrito de Santarém
- Ponte de Abrantes.
- Ponte de Benavente, sobre o rio Sorraia em Benavente.
- Ponte Rodoviária de Coruche, sobre o Rio Sorraia.
- Ponte Ferroviária de Coruche, sobre o Rio Sorraia.
- Ponte da Ladeira dos Envendos, sobre a ribeira de Pracana, Envendos, Mação.
- Ponte de Pedra da Ribeira de Isna, Cardigos, Mação.
- Ponte Rainha D. Amélia, sobre o Rio Tejo em Muge.
- Ponte da Chamusca, sobre o Rio Tejo
- Ponte da Praia do Ribatejo, sobre o Rio Tejo.
- Ponte de Alcource, Santa Iria da Ribeira de Santarém, Santarém.
- Ponte Salgueiro Maia, sobre o Rio Tejo em Santarém.
- Ponte D. Luís I (Santarém), sobre o Rio Tejo em Santarém.
- Ponte ferroviária de Seiça, sobre a Ribeira de Seiça, Seiça, Ourém.

Pontes romanas:
- Ponte romana de Alferrarede ou Olho de Boi, Mouriscas, Abrantes.

## Distrito de Setúbal
| Ponte                        | Imagem | Comprimento (metros) | comprimento (pés) | Sobre            | Região         | Construção | Notas       |
| ---------------------------- | ------ | -------------------- | ----------------- | ---------------- | -------------- | ---------- | ----------- |
| Ponte Ferroviária de Alcácer |        | 1,020                | 3 300             | sobre o Rio Sado | Alcácer do Sal | 1959       | Ferroviária |
|                              | 175px  | 244                  | 3 300             |                  |                | 5          |             |

- Ponte Ferroviária de Alcácer, sobre o Rio Sado em Alcácer do Sal.
- Ponte de Alcácer (Velha), sobre o Rio Sado em Alcácer do Sal.
- Ponte medieval de Alvalade sobre a ribeira de Campilhas  , Alvalade, Santiago do Cacém.
- Ponte Rodoviária de Santa Margarida do Sado

## Distrito de Viana do Castelo
| Ponte | Imagem           | Comprimento (metros) | comprimento (pés) | Sobre            | Região         | Construção | Notas       |
| ----- | ---------------- | -------------------- | ----------------- | ---------------- | -------------- | ---------- | ----------- |
| [[]]  | [[File:\|175px]] | 1,020                | 3 300             | sobre o Rio Sado | Alcácer do Sal | 1959       | Ferroviária |
|       | 175px            | 244                  | 3 300             |                  |                | 5          |             |

- Ponte de Vilela (medieval), Vilela, Arcos de Valdevez.
- Ponte de Ázere, Ázere, Arcos de Valdevez.
- Ponte de Vilar de Mouros, Vilar de Mouros, Caminha.
- Ponte Nova da Cava da Velha, Castro Laboreiro, Melgaço.
- Ponte de Varziela, Castro Laboreiro, Melgaço.
- Ponte das Cainheiras, Castro Laboreiro, Melgaço.
- Ponte de Dorna, Castro Laboreiro, Melgaço.
- Ponte de Assureira ou Ponte de São Brás, Castro Laboreiro, Melgaço.
- Ponte da Barbeita sobre o rio de Mouro, Barbeita, Monção.
- Ponte sobre o Lima (Ponte da Barca), Ponte da Barca (freguesia), Ponte da Barca.
- Ponte do Rio Vade, Ponte da Barca, Ponte da Barca.
- Ponte sobre o Lima (Ponte de Lima), Ponte de Lima.
- Ponte do Arquinho, Estorãos, Ponte de Lima.
- Ponte Velha (São Pedro da Torre), São Pedro da Torre, Valença.
- Ponte Eiffel, Viana do Castelo
- Ponte de Lanheses, Lanheses.

Pontes romanas:
- Ponte romana de Estorãos, Estorãos, Ponte de Lima.
- Ponte romana de Barroselas ou Ponte romana das Alvas, Barroselas, Viana do Castelo.

Pontes românicas:
- Ponte românica de Rubiães, Rubiães, Paredes de Coura.

## Distrito de Vila Real
| Ponte                      | Imagem | Altura | comprimento | Cruza:    | Localização   | Construção | Notas       |
| -------------------------- | ------ | ------ | ----------- | --------- | ------------- | ---------- | ----------- |
| Ponte Ferroviária da Régua |        | 1,020  | 3 300       | Rio Douro | Peso da Régua | 1959       | Ferroviária |
|                            | 175px  | 244    | 3 300       |           |               | 5          |             |

- Ponte de Vilar de Viando sobre o rio Cabril, Mondim de Basto, Mondim de Basto.
- Ponte de Ermelo sobre o rio Olo, Ermelo, Mondim de Basto.
- Ponte da Ola, Bragado, Vila Pouca de Aguiar.
- Ponte de Cidadelha ou Ponte de Cidadelha de Aguiar, Vila Pouca de Aguiar, Vila Pouca de Aguiar.
- Ponte de Piscais sobre o rio Corgo, Mouçós, Vila Real.
- Ponte sobre o rio Beça (de pedrinha), Beça, Boticas.
- Ponte de Valpaços e alminhas, Valpaços, Valpaços.
- Ponte Ferroviária da Régua, sobre o Rio Douro.
- Ponte do Pinhão,sobre o Rio Douro.
- Ponte do Arco ou Ponte da Barrela, Vreia de Jales, Vila Pouca de Aguiar
- Viaduto do Corgo, Vila Real

Pontes romanas:
- Ponte romana (Madalena) e as duas colunas comemorativas do tempo dos imperadores Vespasiano e Trajano, Madalena, Chaves.
- Ponte romana (Mondim de Basto), Mondim de Basto, Mondim de Basto.
- Ponte romana (Murça) (e estrada romana) sobre o rio Tinhela, Murça, Murça.

## Distrito de Viseu
- Ponte antiga de Santo Adrião sobre o rio Tedo, Armamar, Armamar.
- Ponte ferroviária dos Melos, Pinheiro, Oliveira de Frades.
- Ponte de Trancoselos (Mosteiro do Santo Sepulcro), Trancozelos, Penalva do Castelo.
- Ponte de Carcavelos, Cárquere, Resende.
- Ponte de Cinfães, sobre o Rio Douro.
- Ponte antiga de Aregos, Miomães, Resende.
- Ponte de Ovadas, Resende.
- Ponte de Panchorra, Panchorra, Resende.
- Ponte da Lagariça, São Cipriano, Resende.
- Ponte da Barreira sobre a Ribeira de Vessa, Manhouce, São Pedro do Sul.
- Ponte de Manhouce, Manhouce, São Pedro do Sul.
- Ponte em Fonte Arcada, Fonte Arcada, Sernancelhe.
- Ponte Salazar (antiga) sobre o rio Mondego em Santa Comba Dão
- Ponte Salazar (IP3) sobre o rio Mondego em Santa Comba Dão

Pontes românicas:
- Ponte românica de Mondim da Beira, Mondim da Beira, Tarouca.